# Pleasant Hill (Texas)
Pleasant Hill es un lugar designado por el censo ubicado en el condado de Polk en el estado estadounidense de Texas. En el Censo de 2010 tenía una población de 522 habitantes y una densidad poblacional de 75,85 personas por km².

## Geografía
Pleasant Hill se encuentra ubicado en las coordenadas 31°0′8″N 94°47′32″O / 31.00222, -94.79222. Según la Oficina del Censo de los Estados Unidos, Pleasant Hill tiene una superficie total de 6.88 km², de la cual 6.86 km² corresponden a tierra firme y (0.34%) 0.02 km² es agua.

## Demografía
Según el censo de 2010, había 522 personas residiendo en Pleasant Hill. La densidad de población era de 75,85 hab./km². De los 522 habitantes, Pleasant Hill estaba compuesto por el 57.09% blancos, el 4.98% eran afroamericanos, el 0% eran amerindios, el 0.57% eran asiáticos, el 0% eran isleños del Pacífico, el 35.06% eran de otras razas y el 2.3% pertenecían a dos o más razas. Del total de la población el 55.36% eran hispanos o latinos de cualquier raza.